# Стасис Шилінґас
Стасис Шилінґас (лит. Stasys Šilingas; 11 листопада 1885, Вільнюс — 13 листопада 1962, Кельме) — видатний юрист і політичний діяч міжвоєнної Литви. Барон. Віце-президент Литви. Міністр юстиції Литви (1926 по 1928 і з 1934 по 1938 рік). Член Державної ради Литовської республіки. Один із ідеологів державної самостійности модерної Литви.
З 1920 по 1926 — директор Fine Art association.

## Біографія
14 червня 1941 депортований з Литви до РСФСР (Красноярський край). Разом з ним була вислана його жінка Емілія і донька Рамінта. Більше він їх ніколи не бачив. Відбував ув'язнення на л/п Велика Річка біля Тугача. З жовтня 1941 року відбував термін на Ревучому — біля с. Кругляківка, Куп'янський район, Харківська область. На початку 1942 року этапований в Канську тюрму. Літом 1942 року в Канську складений звинувачувальний вирок. Пізніше в 1942 році етапований в Темлаг. Засуджений 27.02.52 р. ОСО МГБ на 25 років і відправлений у Володимирський централ. Звільнений 23 червня 1954 року (ВК ВС СРСР замінила термін на відбутий). Після прибуття в Литву відправлений 15 липня 1954 року місцевою владою у заслання в Україну. В 1955 році поміщений в Будинок інвалідів у Житомирі. Звільнений із заслання 17 січня 1961 року і повернувся в Литву.
Дружина померла в Сибіру в 1943 році від гангрени при обмороженні. Донька померла в 1944 там же від енцефаліту. В 1999 році рештки жінки і доньки перепоховані на сімейному цвинтарі спільно з Шилінґасом, відповідно до волі, висловленої у засланні.